# Kétöves pihelégy
A kétöves pihelégy (Volucella zonaria) a rovarok (Insecta) osztályának kétszárnyúak (Diptera) rendjébe, ezen belül a légyalkatúak (Brachycera) alrendjébe és a zengőlégyfélék (Syrphidae) családjába tartozó faj.

## Előfordulása
A kétöves pihelégy főleg kontinentális-európai zengőlégyféle. 1940 előtt az Egyesült Királyságban, csak kétszer vették észre, emiatt ritka fajnak számított. Viszont azóta az elterjedési területe a Brit-szigeten egyre nőtt, és manapság eléggé közönséges kétszárnyú Anglia déli és délkeleti részein. Más térségekben, csak néhány szétszórt állománya létezik.

## Életmódja
Főleg parkokban és kertekben tartózkodik, ahol az imágó megfigyelhető amint a virágok nektárját szívja. Mint minden Volucella-faj esetében, az imágó vándorló életmódot folytat.
A lárva a Vespula nembeli valódi darazsak fészkében él, asztalközösséget (az ökológiában használatos fogalom, két populáció olyan kapcsolatát jelenti, amely az egyik fél számára előnyös, a másiknak közömbös) alkotva gazdáival.

## Képek

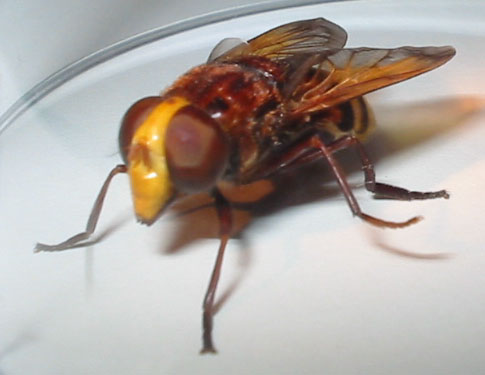
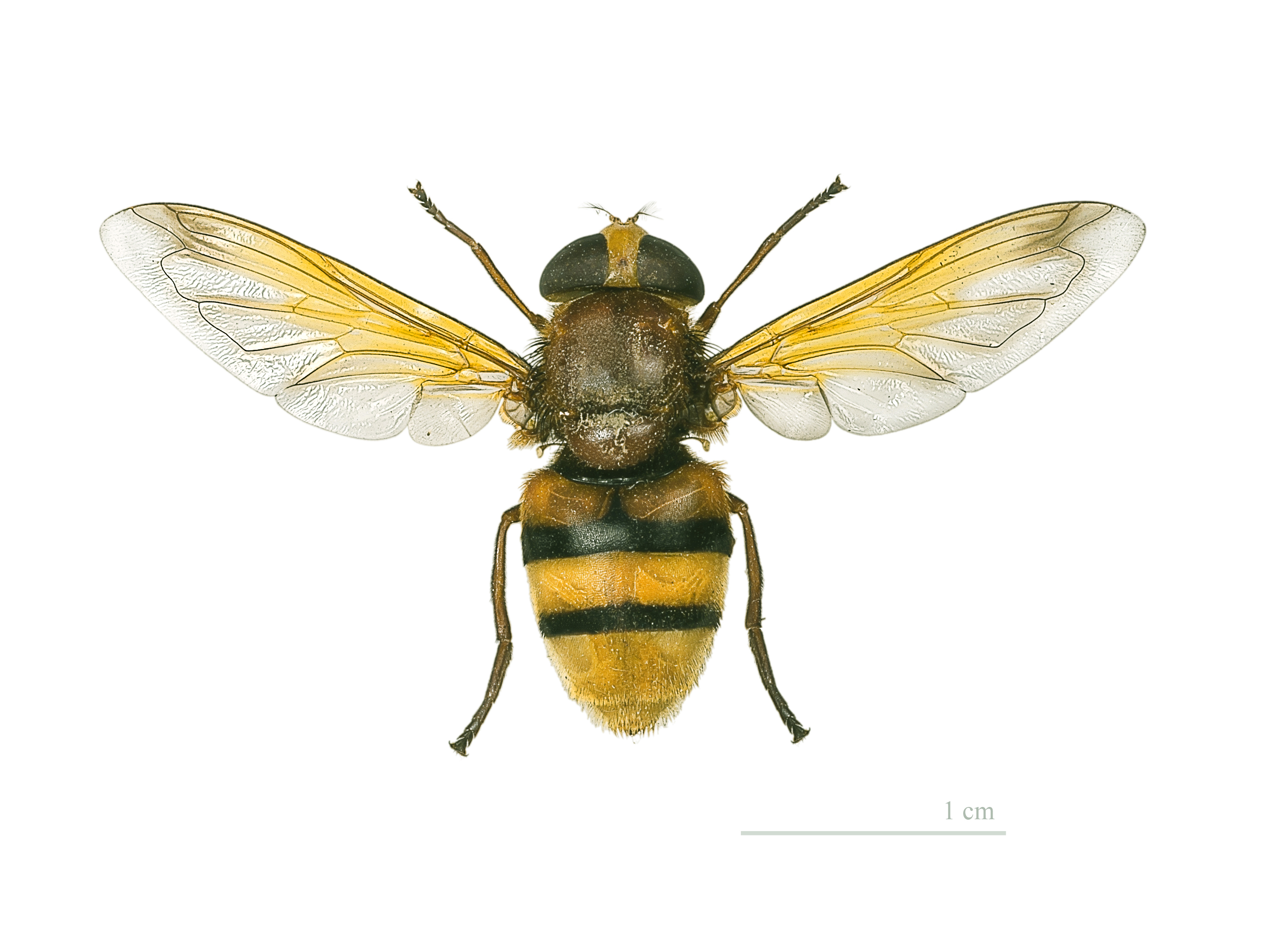
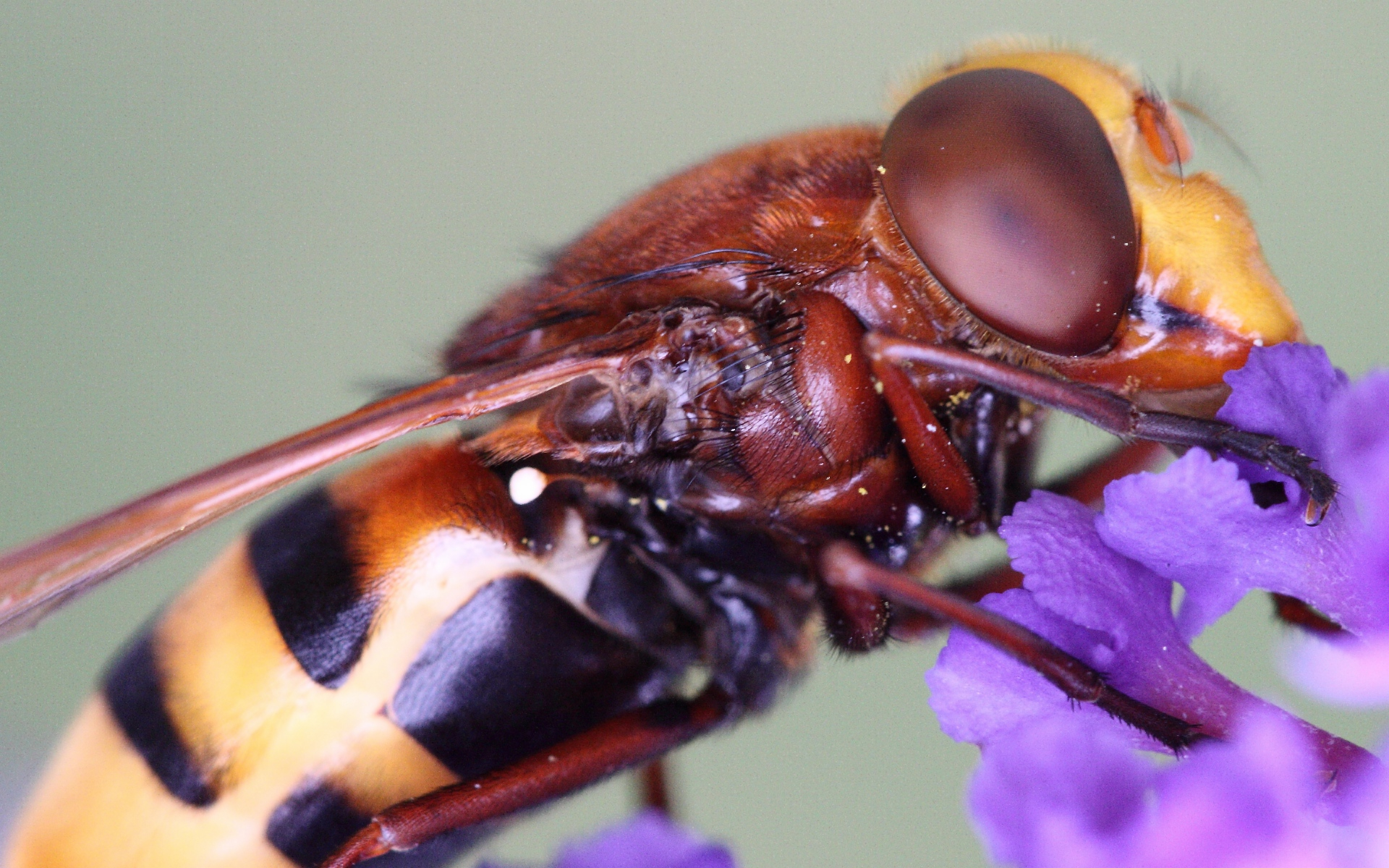
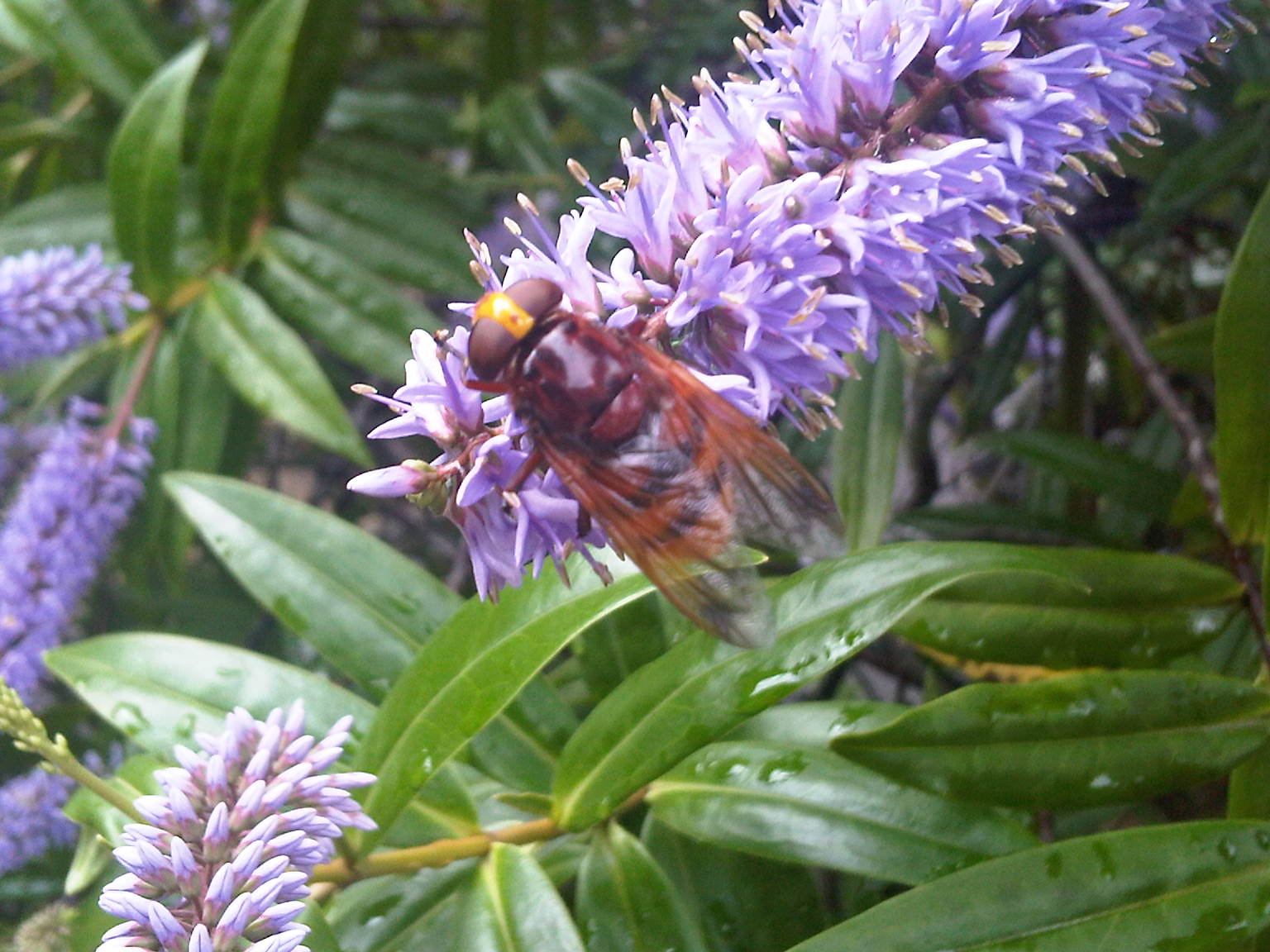

## Fordítás
- Ez a szócikk részben vagy egészben  a   Volucella zonaria című angol Wikipédia-szócikk ezen változatának fordításán alapul.  Az eredeti cikk szerkesztőit annak laptörténete sorolja fel. Ez a jelzés csupán a megfogalmazás eredetét és a szerzői jogokat jelzi, nem szolgál a cikkben szereplő információk forrásmegjelöléseként.